# Toma de Acapulco

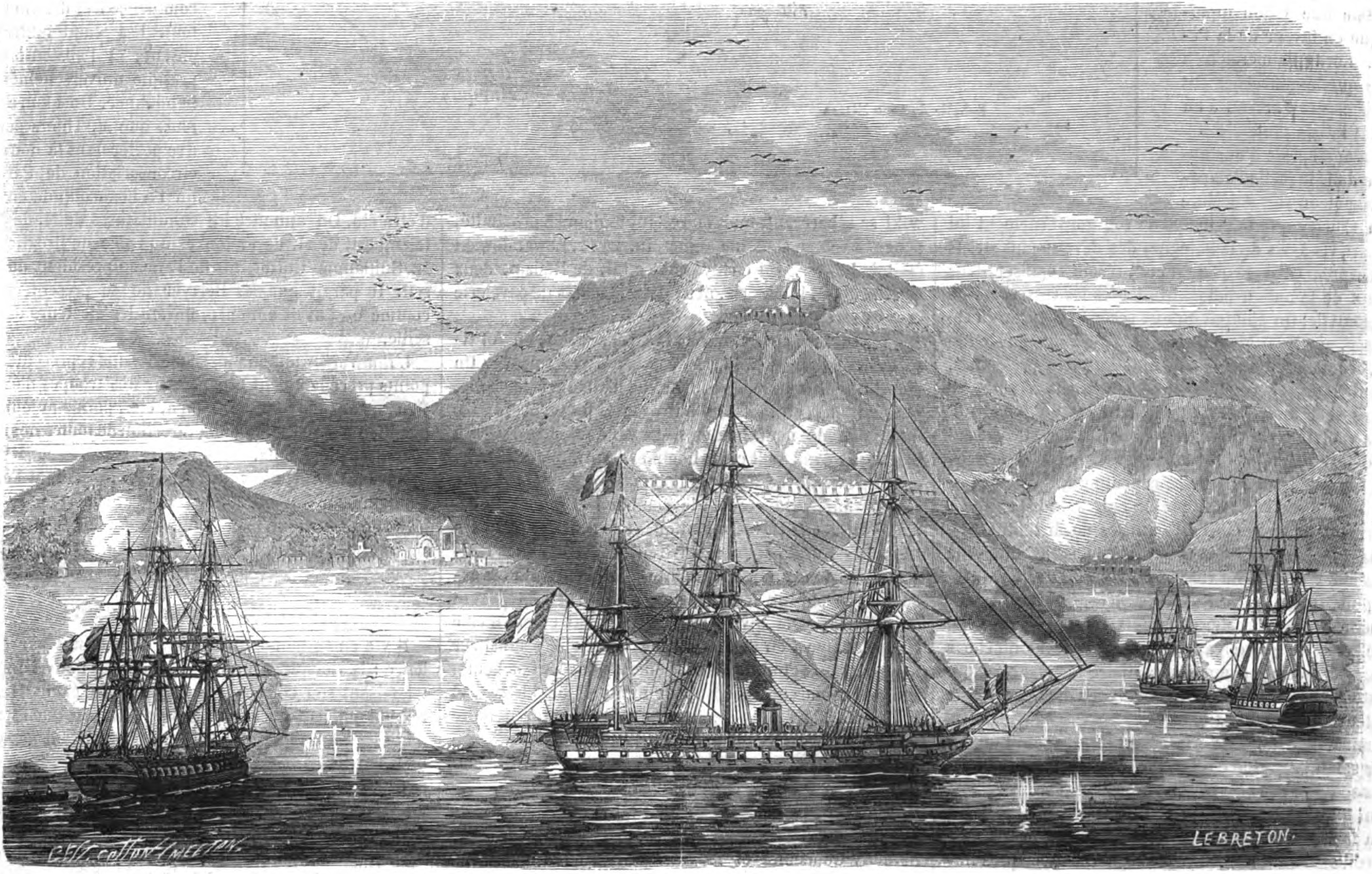
Entrada de la división francesa en la bahía de Acapulco, 10 de enero de 1863.

La Toma de Acapulco de 1864 tuvo lugar el 3 de junio de 1864 durante la Segunda Intervención Francesa en México. Un regimiento de tiradores argelinos del Ejército Francés ocupó el puerto de Acapulco. No obstante, el 7 de junio, tres días después de tomado, fuerzas republicanas al mando del subteniente Dámaso F. Ortega, derrotaron en Las Cruces, punto cercano a Acapulco, a ese mismo batallón que había arribado de San Blas, en Nayarit.

## Primera batalla
Juan Álvarez y un grupo de guerrilleros indígenas seguían en control de Guerrero y Acapulco, ciudades que no fueron alcanzadas por el ejército francés en las primeras etapas de la intervención. En la mañana del 8 de enero de 1863, un vapor de guerra francés del Diamant, ancló en el puerto de Acapulco. El capitán de la embarcación, Le Bris, le preguntó al general Diego Álvarez, hijo de Juan Álvarez y le hizo varios reclamos: que se le permitiera a la embarcación abastecer carbón y agua, que el general repudiara oficialmente las declaraciones anti-francesas hechas por el militar mexicano de origen italiano Luis Ghilardi publicado en un periódico local un año antes. Ello dio lugar al rechazo del buque de guerra francés Bayonnaise, la suspensión de Ghilardi de su cargo y que todas los defensas fueran desmontadas a la vista. Al día siguiente, México envió una disculpa pero se declinaron las dos primeras demandas, y la ciudad comenzó sus preparativos contra el ataque esperado. 
Al enterarse del posible ataque Francés, el General Alejandro Constante Jiménez al mando de 200 hombres, decide auxiliar al General Juan Álvarez ,a pesar de sus enormes diferencias, siendo este combate, la Última azaña militar que se le conoce a Constante  
En ¾ 9 de la mañana el día 10 un escuadrón bajo Bouët almirante-, consistente en el Diamant, las Pallas vapor de guerra, y dos corbetas de la Bayonnaise y Galathée el, se acercó a la bahía y se abrió inmediatamente el fuego a los fuertes. Los fuertes devolvió el fuego y después de una hora de constante bombardeo de la artillería de la fortaleza Guerrero fue eliminado. Diez minutos más tarde Fort Iturbide fue silenciado y las diez de la mañana Fort Galeana tuvieron la misma suerte. Fort Álvarez todavía activamente intercambiaron disparos con la flota, aunque el campo de tiro mexicano era la mitad de las de los franceses. Durante el bombardeo de varios obuses franceses también arrancó en la ciudad, hasta que un enviado estadounidense se opuso a la misma y por lo tanto, se dejó. Al día siguiente a las 6 en punto de la asedio de la fortaleza Álvarez continuó por la tarde cuando los barcos retirados de su área de distribución. Su fuego se volvió efectivamente de uno de los fuertes de Luis Ghilardi y su compañía. Algunas de las armas de fuego de calibre más grandes hizo un daño significativo a las Pallas emblemáticos, que casi se hundió en el choque. 
El bombardeo de Acapulco por la flota francesa del Pacífico duró un día más y poco después un escuadrón de cien marineros entraron en Acapulco el 16 de enero y disparó balas en la ciudad durante tres días, que fue abandonado en ese momento, excepto por la guarnición local que perdió algunos hombres en las escaramuzas. Por último, el francés claveteado algunas de las armas fortaleza, lanzando un número en el mar y regresó a las naves y salió de la bahía para Siguantanejo, donde se evaluó la condición de Palas y llegó a la conclusión de que fue golpeado por unos 15 -16 conchas en el casco y se trasladó a Mazatlán astillero para la reparación.

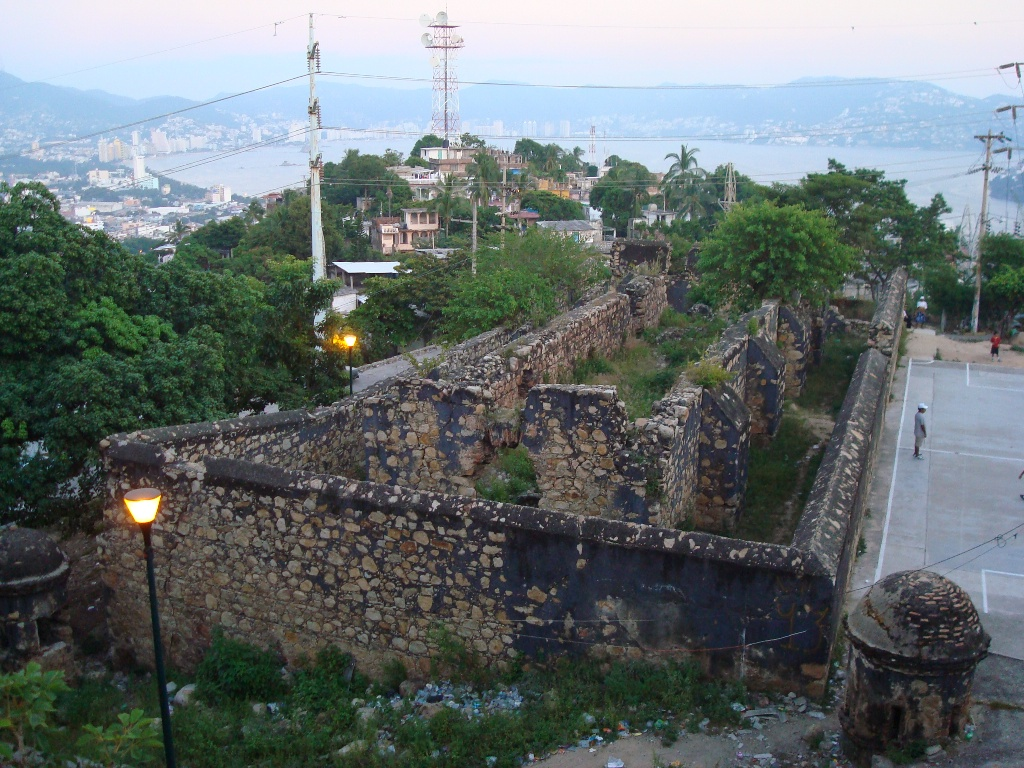
Fortín Álvarez, en Acapulco.